# Fondation François-Sommer
 (juin 2022).
La Fondation François Sommer, appelée jusqu'en 2013 « Fondation de la Maison de la Chasse et de la Nature » puis « Fondation François-Sommer pour la chasse et la nature »
jusqu'en 2021, est une fondation liée à la chasse et à la préservation de la nature, en particulier la faune sauvage, créée en 1964 par François Sommer et son épouse Jacqueline.

## Histoire
C’est à l’amitié entre les époux Sommer, puissants industriels des Ardennes, épaulés par Christian de Longevialle, alors attaché au cabinet d'André Malraux, et celui-ci que l’hôtel de Guénégaud doit sa nouvelle vocation. Alarmé par l’état de décrépitude de cet hôtel particulier en ruine, André Malraux, alors ministre chargé des Affaires culturelles, cherche un mécène à qui en confier la réhabilitation et l’animation, recherche qui s’inscrit dans le cadre du plan de sauvegarde et de mise en valeur du Marais,, qui fait suite à la loi Malraux de 1962. 
Acquis par voie d’expropriation par la mairie de Paris, l’hôtel est loué en 1964 pour une durée de 99 ans à ce qui est appelé à l'époque la maison de la Chasse et de la Nature, à charge pour celle-ci d’en assumer la restauration et l’entretien. La même année, la maison de la Chasse et de la Nature est reconnue d'utilité publique.
Sous la présidence de Christian de Longevialle, la fondation acquiert en toute propriété l’hôtel de Mongelas, bâtiment mitoyen de l’hôtel de Guénégaud, conformément au testament de François Sommer dont Christian de Longevialle est l'exécuteur testamentaire. Ainsi, dans ce quartier parisien du Marais, les deux hôtels présentent, au travers du musée de la Chasse et de la Nature, les différents aspects de l'activité cynégétique.
En 2013, la fondation est renommée « Fondation François Sommer » pour honorer la mémoire de son fondateur.

## Buts, missions, activités
Les buts et missions de la fondation sont :
- Œuvrer pour une pratique de la chasse soucieuse du respect de la nature et particulièrement de la faune sauvage[11].
- Créer, aménager, maintenir et développer un musée de la Chasse et de la Nature.
- Aménager et mettre en valeur le parc de Bel-Val (Ardennes), domaine[1] en partie clôturé, qui est un territoire d'étude de la grande faune sauvage française[12] ; le parc abrite l'école de Belval, centre de formation à la gestion de la forêt et à une chasse éthique et responsable sanctionnée.

Pour le responsable de l'école, le domaine, qui couvre quelque 1050 hectares clos, « est dédié à la découverte de la nature, à la recherche scientifique, à la création artistique et aux visites des scolaires de la région […]. Sa population d'ongulés sauvages fait l'objet de nombreuses analyses et sa richesse tient autant à la diversité de ses biotopes qu'aux différentes activités qui sont pratiquées. Conservatoire de l'abeille noire, Belval est aussi en pointe sur le développement et le maintien de cette espèce essentielle dans la pollinisation naturelle. »
Depuis 2012, la fondation et les éditions Glénat éditent la revue Billebaude consacrée à l'exploration et à la réflexion sur les usages et les représentations de la nature,.
En 2017, une démarche prospective, baptisée « Chasse, nature et société 2040 » est lancée par la fondation, démarche articulée autour de trois grands thèmes (milieux et écosystèmes naturels ; modes de vie et relation homme-animal-société) ; l'étude est menée en relation avec la revue d'analyse et de prospectives Futuribles,. À la suite de cela, en 2021, la fondation rend public un livre blanc Retisser le lien entre la chasse et la société, présentant « des pistes de réflexion pour l'évolution de [la chasse] à l'horizon 2040 » qui recommande, notamment, de « renforcer la formation des chasseurs et la sécurité, tuer plus de sangliers avec moins de chasseurs, soutenir le petit gibier avec les agriculteurs. »

### Salon du livre Lire la Nature
À l’occasion des 50 ans de la Fondation François Sommer, un salon du livre Lire la nature a été créé en janvier 2017,. En accès libre, ce salon est consacré aux relations entre les humains et la nature et aux débats actuels sur les questions environnementales. Après une quatrième édition du salon en mars 2022, la cinquième édition s'est tenue en janvier 2023, sur deux jours, au musée de la Chasse et de la Nature.

### Prix de la fondation
La fondation décerne deux prix qui lui sont propres : 
- Le prix littéraire François Sommer, créé en 1980 par Jacqueline Sommer en mémoire de son mari, « honore chaque année une œuvre – roman ou essai – qui explore les rapports de l’homme à la nature. » Ouvert à tout roman ou essai publié dans l’année précédant la remise du prix, celui-ci récompense « un ouvrage inédit, écrit ou traduit en langue française, qui renouvelle la sensibilité et la réflexion sur les relations des humains à la nature. Le prix est doté de 15 000 euros[19]. »
- Le prix François Sommer Homme-Nature, créé en 2012 et biennal, prix de dimension internationale et remis en France, dédié à des travaux de recherche pluridisciplinaires présentant des perspectives innovantes et prometteuses en matière de relations entre l’homme et la nature[22]. Il « récompense une œuvre novatrice et pluridisciplinaire dans les domaines des sciences physiques, des sciences de la vie et des sciences humaines et de la création artistique » ; sa première édition date de 2014[23].

#### Lauréats
- Prix littéraire François Sommer
  - 2013 : Jean-Christophe Bailly, Le Parti pris des animaux, Christian Bourgois  (ISBN 978-2267024661)
  - 2014 : Jim Fergus, Mon Amérique, Le Cherche midi  (ISBN 978-2749111315)[24]
  - 2015 : Henrietta Rose-Innes, Ninive, Éditions Zoé  (ISBN 978-2881829147)[24]
  - 2016 : Grégory Quenet, Versailles, une histoire naturelle, La Découverte  (ISBN 978-2707184948)[24]
  - 2017 : Baptiste Morizot, Les Diplomates : cohabiter avec les loups sur une autre carte du vivant, Wildproject  (ISBN 978-2918490555)[18]
  - 2018 : Paolo Cognetti, Les Huit Montagnes, Stock  (ISBN 978-2234083196)[24]
  - 2019 : Alain Finkielkraut (sous la direction de), Des animaux et des hommes, co-édition Stock/France Culture  (ISBN 978-2234085862)[24]
  - 2020 : Nastassja Martin, Croire aux fauves, Verticales  (ISBN 978-2072849787)[24]
  - 2021 : Serge Joncour, Nature humaine, Flammarion  (ISBN 978-2081433489)[24],[25]
  - 2022 : Charles Stépanoff, L’Animal et la mort. Chasses, modernité et crise du sauvage, La Découverte  (ISBN 978-2348068966)[26],[24],[27]
  - 2023 : Sibylle Grimbert, Le Dernier des siens, éditions Anne Carrière  (ISBN 978-2380822571)[28]
  - 2024 : Fanny Wallendorf, Jusqu’au prodige, éditions Finitude[29]
  - 2025 : Franck Maubert, Avec Pierre de Ronsard, éd. Mercure de France[30].
- Prix François Sommer Homme-Nature
  - 2014 : Clément Sanchez[31]
  - 2016 : Claude Grison, qui travaille sur « la chimie verte au service de la dépollution »[23]
  - 2018 : Réseau Bactériophage France[22],[32]
  - 2020 : Marc-André Selosse[33],[34]
  - 2022 : Nicolas Mathevon[35].

### Dotation du prix COAL
Par ailleurs, depuis 2014, la fondation participe au prix COAL Art et Environnement dont le lauréat bénéficie d’une dotation de 10 000 euros allouée par la fondation et par COAL pour la réalisation d'un projet artistique en lien avec des enjeux écologiques. Cette somme est répartie en une dotation et une aide à la production dans le cadre d’une résidence animée par le musée de la Chasse et de la Nature au parc de Bel-Val.

## Organisation

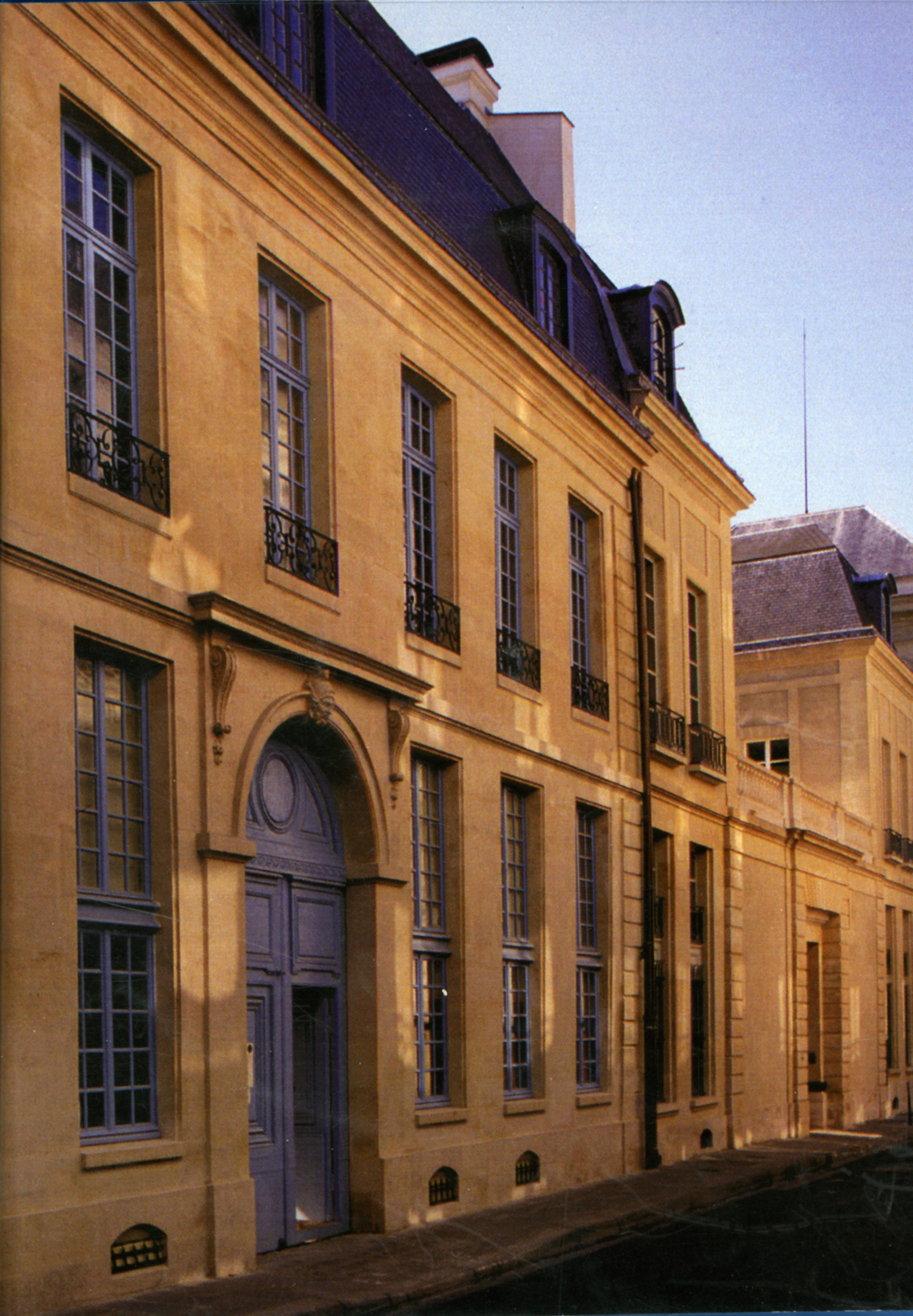
Façade de l'hôtel de Mongelas.

La fondation a son siège dans l'hôtel de Guénégaud et dans l'hôtel de Mongelas aux 60 et 62 rue des Archives à Paris.
On y trouve la bibliothèque de la Fondation ainsi que le fonds documentaire du musée de la Chasse et de la Nature « [qui] constituent un ensemble documentaire unique sur l’œuvre de François et Jacqueline Sommer, l’art animalier, la cynégétique et la pensée environnementale contemporaine. » À l'occasion du remaniement du musée, le fonds consacré à l'art, dédié aux artistes contemporains s'intéressant à la nature et à l'animal, a été très étoffé ; de même que l'on y trouve de plus en plus d'ouvrages consacrés aux questions environnementales.
Une centaine de documents numérisés de la bibliothèque sont consultables en ligne sur Gallica.

### Présidents
- Henri de Castries (depuis le 1er juillet 2021)[1],[40]
- Philippe Dulac (2011-2021)[1]
- Christian de Longevialle (1994-2011)[1],[5]

### Directeurs
- Alban de Loisy (depuis janvier 2022)[41]
- Yves d'Hérouville (2010-2021)[6]